# Elaphocera elongata
Elaphocera elongata är en skalbaggsart som beskrevs av Ludwig Wilhelm Schaufuss 1874. Elaphocera elongata ingår i släktet Elaphocera och familjen Melolonthidae. Inga underarter finns listade i Catalogue of Life.